# Mezzanotte (Ana Mena)
Mezzanotte è un singolo della cantante spagnola Ana Mena, pubblicato il 3 giugno 2022.

## Video musicale
Il video, diretto da Pablo Hernández, è stato reso disponibile il 6 giugno 2022 sul canale YouTube della cantante.

## Tracce
Testi di Andrés Torres, Mauricio Rengifo, Jacopo Ettorre e José Luis de la Peña, musiche di Andrés Torres e Mauricio Rengifo.
1. Mezzanotte – 2:45

## Classifiche

### Classifiche settimanali
| Classifica (2022) | Posizione massima |
| ----------------- | ----------------- |
| Italia            | 85                |
| Spagna            | 7                 |

### Classifiche di fine anno
| Classifica (2022) | Posizione |
| ----------------- | --------- |
| Spagna            | 20        |